# Яковлев, Игорь Иванович
И́горь Ива́нович Я́ковлев (19 октября 1934 — 21 июля 2013) — советский и российский дипломат, кандидат юридических наук.

## Биография
В 1959 году окончил МГИМО.
Работал на различных дипломатических должностях в центральном аппарате МИД СССР и РФ и за рубежом.
- С 5 января 1994 по 8 мая 1998 года — чрезвычайный и полномочный посол Российской Федерации в Ямайке[1][2].
- С 5 января 1994 по 8 мая 1998 года — чрезвычайный и полномочный посол Российской Федерации в Антигуа и Барбуде по совместительству[1][2].

С 1998 года был на пенсии.

## Семья
Женат, имеет двоих детей.

## Дипломатический ранг
Чрезвычайный и полномочный посол (10 ноября 1993).